# Orthizema nigriventre
Orthizema nigriventre är en stekelart som beskrevs av Horstmann 1992. Orthizema nigriventre ingår i släktet Orthizema och familjen brokparasitsteklar. Inga underarter finns listade i Catalogue of Life.